# Josep Zaragoza Pérez
Josep Zaragoza Pérez (Benidorm, 1920 - 1998), més conegut com a Pep "el Carreró", va ser un poeta valencià popular de Benidorm. L'Ajuntament de Benidorm va editar un recull de poesies seues en 1997, en col·laboració amb l'Institut Juan Gil-Albert.

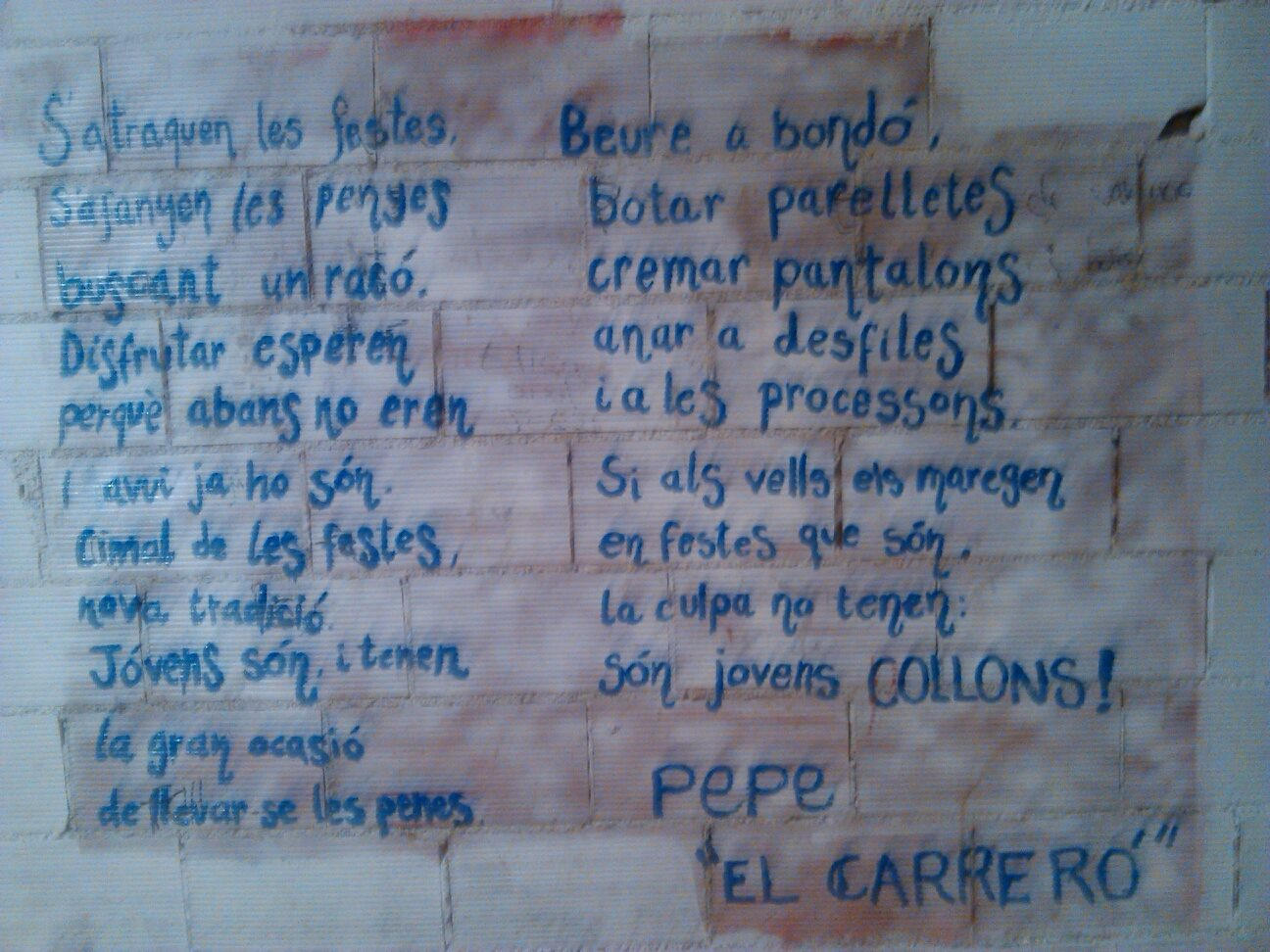
Poema de Pep "el Carreró" al carrer la Palma.

## Biografia
Pep "el Carreró" va nàixer al nucli històric de Benidorm el 24 d'octubre de 1919, en una família dedicada a l'art de la pesca amb diferents arts, com la tarrafa o l'almadrava. Els anys de joventut li resultaren difícils, per la pèrdua de son pare. L'esclat de la Guerra Civil provocà que Josep Zaragoza fóra reclutat pel bàndol republicà. Estigué a Guadalajara, a Guadarrama i a Catalunya, on va ser pres. El van empresonar a Padrón (La Corunya) durant quatre mesos. Llavors la recerca de subsistència provocà el trasllatde la familia a la Vila Joiosa.
A pesar de les circumstàncies, arribà a cursar estudis de batxillerat, encara que sense acabar-los. L'estima per la cultura i les lletres li permeteren convertir-se en un gran autodidacta i lector de poetes espanyols com Bécquer, Lorca o Miguel Hernández, que li conferiren el bagatge necessari per a fer els seus propis versos.

## Obra
Va fer públiques les primeres composicions en la Taula del Bon Profit, una reunió gastronòmica que es fa el darrer divendres de cada mes. La resta de l'obra estava dispersa entre diverses publicacions locals, sobretot en llibrets de festes, com les Festes Majors Patronals i les festes de l'ermita de Sanç, entre d'altres, i en alguns diaris locals.
L'ajuntament de Benidorm va encomanar a Francesc Xavier Llorca Ibi l'edició d'un recull de poesies de Pep "el Carreró": 68 poesies, cinc d'elles en castellà, de temàtica molt 
diversa; el jo, la mar, el poble i la comarca, els homenatges a altres persones i la vida en general són temes recurrents en l'obra del Carreró. Alguns dels poemes més destacats són El Llobarro del Mal Pas, El bot del ti Quico, Quin dàtil!, Un equemplo i El tabalet dels Reis.
No debades, per la seua popularitat i agilitat per a fer versos simpàtics i fàcils de sentir, se l'ha considerat el joglar de Benidorm.

## Homenatges
- L'any 1997 s'edita el recull de poemes De la cala al racó.
- L'any 2011 l'ajuntament li posa el seu nom a un carrer del nucli històric de Benidorm.
- El 9 d'octubre de 2007 el Consistori el va guardonar Arxivat 2014-02-25 a Wayback Machine. per la seua tasca amb la cultura, juntament amb la Taula del Bon Profit.
- La Societat Musical l'Illa de Benidorm fa un concert en homenatge al poeta en 2009.